# 塞拉诺瓦多拉达
塞拉诺瓦多拉达是巴西马托格罗索州的一个市镇。总面积1479.893平方公里，总人口1349人，人口密度0.9人/平方公里。